# She Builds Quick Machines
She Builds Quick Machines è una canzone rock dei Velvet Revolver ed è il primo singolo estratto dall'album Libertad.
Oltre ad essere presente in Libertad, la canzone è stata pubblicata prima nel The Melody And The Tyranny EP.

## Video Musicale
Il video è diretto da Dean Karr. Nel video i componenti della band vengono mostrati come dei moderni cowboys. Il tutto inizia quando Scott Weiland vede con un cannocchiale una donna angelo chiamata "Libertad", che, caduta dal cielo, viene rapita dalla gente del posto. Il testo della canzone viene pronunciato dai vari componenti del gruppo come si trattasse di un dialogo. I 5 "eroi" riescono con vari mezzi di trasporto ad arrivare al villaggio ed innescano una lotta con gli abitanti; durante lo scontro Slash intona con la sua Gibson Les Paul Custom nera l'assolo della canzone.